# Stražišče, Prevalje
Stražišče je naselje v Občini Prevalje. Ustanovljeno je bilo leta 1999 iz dela ozemlja naselja Prevalje.